# Квитницкий, Роман Николаевич
Роман Николаевич Квитни́цкий (1912—1991) — советский инженер-строитель, педагог, ветеран и инвалид Великой Отечественной войны.

## Биография
Родился в семье полковника железнодорожных войск. Его матерью была Ксения Михайловна Квитницкая.
В 1930 году окончил в Москве школу № 56 им. М. Горького и специальные строительные курсы техников-строителей на базе школы при «Заводстрое». С 1929 года он работал чертёжником-практикантом, а затем получил направление на строительство в Магнитогорск, где работал техником «Заводстроя».
В 1932 году он поступил в Строительный Институт Моссовета, одновременно продолжая работать в различных строительных организациях. В 1933—1934 годах работал в Московском Кремле на реконструкции. Этот период жизни оказался крайне опасным. Неожиданно начались допросы, а в дальнейшем аресты работающих на строительстве в Кремле. Квитницкого Р. Н. два раза вызывали в ОГПУ, где предлагали ему написать о сотрудниках отдела, с которыми он работал. От инженеров отдела, которых уже арестовали, он получал новые знания, и написать о них мог только самые лучшие слова. Понимая, что в третий раз ему не дадут сдать пустой лист, он, уже не надеясь на благоприятный исход, подал заявление об увольнении по собственному желанию. Неожиданно он получил справку об увольнении, которую хранил всю жизнь как документ о даровании свободы.
С 1934 года он находился на строительстве научного городка в Колтушах, где неоднократно встречался с И. П. Павловым, который очень интересовался всеми деталями строительства. Работая в Управлении Строительства Всесоюзного Института Экспериментальной медицины (ВИЭМ), он познакомился с Ф. Т. Садовским — эта дружба продлилась до конца жизни Садовского.
В 1938 году окончил Строительный институт с присвоением квалификации инженера-строителя по специальности «отопление и вентиляция».
В 1939 году призван в ряды РККА и служил в 17-й танковой дивизии на разъезде № 77 Забайкальского военного округа.
В составе 17 танковой дивизии с 24 июня 1941 года находился на Западном фронте (механик-водитель лёгких танков) 20 армии 5-го мехкорпуса. В октябре 1941 года был контужен с разрывом барабанной перепонки уха и дальнейшим воспалительным процессом. Прооперирован в полевом госпитале. После этого направлен в Москву, а затем в Владимир, где был повторно оперирован. В дальнейшем получил инвалидность.
Продолжил служить в 15-м учебном танковом полку командиром отделения. Учил новобранцев основам вождения танка, как теоретически, так и на практике, порой проводя в танке более 12 часов в день. Участвовал в концертах художественной самодеятельности, играл на фортепиано, сочинял песни. Был внештатным сотрудником красноармейской газеты « На разгром врага», где напечатал более 60 своих стихотворений, юморесок, пародий; 14 октября 1945 года был демобилизован.
Продолжил работать на различных стройках. В 1947 году поступил в аспирантуру Центрального научно-исследовательского института промышленных сооружений (ЦНИПС).
14 октября 1948 года в составе группы сотрудников ЦНИПСа вылетел в связи с землетрясением в Ашхабад и был прикомандирован к Сейсмической комиссии Академии наук СССР.
В 1949 году окончил аспирантуру (руководитель Л. И. Онищик).
С 1950 года работал начальником технического отдела треста Граммпластпроектмонтаж. На него было возложено руководство работами по реконструкции и строительству по пристройке корпусов Дома звукозаписи. Работы осложнялись тем, что рядом находился особняк Берии и все, работавшие на строительстве тщательно проверялись и обыскивались, а само строительство должно было проводиться таким образом, чтобы рабочие не могли видеть особняк, где жил Берия.
В связи с изменением технологии производства пластинок, он участвовал в проектировании и организации перестройки Апрелевского завода грампластинок.
В 1952 году защитил диссертацию на соискание учёной степени кандидата технических наук.
С 1954 года начал преподавательскую деятельность в Московском инженерно-экономическом институте (МИЭИ) им. С. Орджоникидзе, а также некоторое время работал и в Торфяном институте.
В должности доцента, а затем профессора МИЭИ (МИУ) читал лекции, вёл практические занятия, работал с дипломниками и аспирантами.
Умер 9 июня 1991 года. Похоронен на Пятницком кладбище.

## Научно-педагогическая деятельность
Занимался проблемами деформативности каменных конструкций, усиленных с использованием различных материалов.
Работая в составе сейсмической комиссии Академии наук СССР, сделал множество фотографий, рисунков, чертежей, записей. Многие из них до сих пор приводятся в различных изданиях. Эти материалы были использованы для решений и рекомендаций комиссии по последствиям ашхабадского землетрясения. В дальнейшем они стали одним из источников для написания диссертации. В неё были включены также результаты многочисленных экспериментальных исследований по эффективности обоймы при усилении кирпичной кладки. Формулы, полученные им в диссертации, вошли в Нормы и технические условия проектирования каменных и армокаменных конструкций (Н и ТУ 120-55) .
Работая в МИЭИ (МИУ), написал как научные работы, так и множество учебных пособий.
В должности доцента, а затем профессора МИЭИ (МИУ) читал лекции не только студентам СССР, а затем РФ, но и студентам дальнего зарубежья: Китая, Вьетнама, Болгарии, Венгрии. Также прочитал курсы лекций руководящим работникам г. Москвы и вёл их дипломные работы.
За 36 лет работы в институте был руководителем большого количества дипломных проектов и диссертаций.
Работы Квитницкого Р. Н. актуальны до сих пор и используются современными учёными, а некоторые его учебные пособия применяются в учебном процессе.

## Некоторые научные и учебные публикации
- Квитницкий Р. Н. Усиление обоймами кирпичных столбов и простенков с недостаточной прочностью: Диссертация … кандидата технических наук. — М.: МИСИ, 1951
- Квитницкий Р. Н., Камейко В. А. Усиление кирпичных столбов обоймами // Учёные труды ЦНИПС за 25 лет (1927—1952). — М.: Гос. изд-во литературы по строительству и архитектуре, 1952. — С. 134—149.
- Квитницкий Р. Н. Камейко В. А. Прочность кирпичной кладки, включённой в обойму // Исследования по каменным конструкциям — М.: Госстройиздат, 1957. — С. 14—51.
- Квитницкий Р. Н. Основания и фундаменты / М-во высшего образования СССР. Московский инженерно-экономический ин-т им. Серго Орджоникидзе. Кафедра сооружений и конструкций. — Москва. 1957.
- Квитницкий Р. Н. Строительная теплотехника. Лекции по курсу «Гражданские и промышленные сооружения» / М-во высшего образования СССР. Московский инженерно-экономический ин-т им. Серго Орджоникидзе. Кафедра сооружений и конструкций. — М,, 1958.
- Квитницкий Р. Н. Некоторые вопросы снижения стоимости санитарно-технических устройств жилых зданий и сокращение сроков их монтаж. // Труды Московского инженерно-экономического института им. Серго Орджоникидзе. Т. 15. — Москва: Московский инженерно-экономический институт, 1961.
- Квитницкий Р. Н. Организация водоснабжения города. Учебное пособие / Московский институт управления им. Серго Орджоникидзе. — М.: МИУ, 1978.
- Квитницкий Р. Н., Талонов А. В. Управление охраной труда на предприятиях городского хозяйства: Учебное пособие / Московский институт управления им. Серго Орджоникидзе. — М.: МИУ, 1987.
- Квитницкий Р. Н. Охрана окружающей среды в строительстве. Учебное пособие / Московский институт управления им. Серго Орджоникидзе. — М.: МИУ, 1987.
- Квитницкий Р. Н., Талонов А. В. Организация водоснабжения города. Учебное пособие / Московский институт управления им. Серго Орджоникидзе. — М.: МИУ, 1989.
- Квитницкий Р. Н. Изучение последствий Ашхабадского землетрясения. (Результаты обследования 16-29 октября 1948 г.) // Вестник ОГГГГН РАН. — № 2 (4). — 1998 — Спецвыпуск, посвящённый Ашхабадскому землетрясению.

## Награды
- Орден Отечественной войны II степени
- Медаль «За победу над Германией в Великой Отечественной войне 1941—1945 гг.»
- Юбилейная медаль «Двадцать лет Победы в Великой Отечественной войне 1941—1945 гг.»
- Нагрудный знак «25 лет победы в Великой Отечественной войне»
- Юбилейная медаль «Тридцать лет Победы в Великой Отечественной войне 1941—1945 гг.»
- Юбилейная медаль «40 лет Вооружённых Сил СССР»
- Юбилейная медаль «50 лет Вооружённых Сил СССР»
- Юбилейная медаль «60 лет Вооружённых Сил СССР»
- Юбилейная медаль «70 лет Вооружённых Сил СССР»
- Медаль «В ознаменование 100-летия со дня рождения Владимира Ильича Ленина»
- Медаль «Ветеран труда»
- Почётный знак «За отличные успехи в области высшего образования СССР»
- Победитель социалистического соревнования (1973 г.)
- Победитель социалистического соревнования (1980 г.)
- Почётная Грамота Министерства высшего и среднего специального образования в связи с 30-летием Победы в Великой Отечественной войне[22]
- Почётная Грамота Министерства высшего и среднего специального образования СССР в честь 60-летия Великой Октябрьской Революции.
- Почётная Грамота Московского городского совета народных депутатов (1980 г.)
- Диплом почётного члена научно — технического общества с присвоением звания Почётного члена общества (Диплом № 66, Удостоверение № 63. 14 ноября 1972 г.)